# 戴维斯竹属
戴维斯竹属（学名：Davidsea），也称高篮竹属，是禾本科的一属。

## 下属物种
本属包括以下物种：
- Davidsea attenuata (Thwaites) Soderstr. & R.P.Ellis